# Miellin
Miellin és un municipi francès situat al departament de l'Alt Saona i a la regió de Borgonya - Franc Comtat. L'any 2007 tenia 87 habitants.

## Història
El poble de Miellin es va formar el 1111 a l'entorn d'una petita capella romana. Després d'alguns segles d'evolució fou incorporat al Regne de França en l'època de Lluís XIV per la Pau de Nimègue de 1678.
Com que era en un principi una secció de la comuna de Servance, va ésser erigit com a comuna l'11 d'abril de 1821. Durant el segle xix, la vida de Miellin es desenvolupà amb l'extracció del granit. Importants pedreres proporcionaven pedres de molt bona qualitat, les quals eren treballades en la graniteria del Pont de Miellin, fundat el 1835. D'aquestes pedreres foren extretes les que componen el pedestal de la tomba de Napoleó als Invàlids, les columnes de l'Òpera Garnier de Paris, columnes de Nostra Senyora de la Guàrdia de Marsella, i fins i tot un pedestal d'un monument peruvià.
A l'inici de la Segona Guerra Mundial, les pedreres foren tancades però segueixen visibles.
De mitjan any 1939 fins a final del 1941, Miellin va formar un centre d'internament per a estrangers “indesitjables”, refugiats republicans espanyols, particularment dones i nens. De fet, a la declaració de la guerra contra Alemanya, el 3 de setembre de 1939, el govern francès retirà de les ciutats i pobles que hostatjaven aquests refugiats després de la Retirada del mes de gener de 1939, per recloure'ls en camps de concentració existents o nous com el centre de Miellin.
El 25 de setembre de 2011, una estela fou erigida a la carretera de Miellin en homenatge a aquests centenars de dones, nens i invàlids internats en una vall del poble.
L'Amicale Camp de Miellin : http:/miellin1939.canalblog.com

## Demografia

### Població
El 2007 la població de fet de Miellin era de 87 persones. Hi havia 43 famílies, de les quals 13 eren unipersonals (9 homes vivint sols i 4 dones vivint soles), 17 parelles sense fills i 13 parelles amb fills.
La població ha evolucionat segons el següent gràfic:
Habitants censats

### Habitatges
El 2007 hi havia 95 habitatges, 43 eren l'habitatge principal de la família, 45 eren segones residències i 8 estaven desocupats. 87 eren cases i 9 eren apartaments. Dels 43 habitatges principals, 31 estaven ocupats pels seus propietaris, 11 estaven llogats i ocupats pels llogaters i 1 estava cedit a títol gratuït; 1 tenia dues cambres, 3 en tenien tres, 13 en tenien quatre i 25 en tenien cinc o més. 39 habitatges disposaven pel capbaix d'una plaça de pàrquing. A 22 habitatges hi havia un automòbil i a 15 n'hi havia dos o més.

### Piràmide de població
La piràmide de població per edats i sexe el 2009 era:
| Homes | Edats   | Dones |
| ----- | ------- | ----- |
| 0     | 95 o +  | 0     |
| 0     | 90 a 94 | 4     |
| 0     | 85 a 89 | 4     |
| 0     | 80 a 84 | 0     |
| 4     | 75 a 79 | 4     |
| 4     | 70 a 74 | 8     |
| 4     | 65 a 69 | 0     |
| 4     | 60 a 64 | 0     |
| 4     | 55 a 59 | 4     |
| 0     | 50 a 54 | 4     |
| 4     | 45 a 49 | 0     |
| 0     | 40 a 44 | 4     |
| 0     | 35 a 39 | 0     |
| 4     | 30 a 34 | 0     |
| 0     | 25 a 29 | 0     |
| 0     | 20 a 24 | 0     |
| 0     | 15 a 19 | 0     |
| 0     | 10 a 14 | 0     |
| 0     | 5 a 9   | 0     |
| 0     | 0 a 4   | 0     |

## Economia
El 2007 la població en edat de treballar era de 51 persones, 33 eren actives i 18 eren inactives. De les 33 persones actives 31 estaven ocupades (20 homes i 11 dones) i 2 estaven aturades (1 home i 1 dona). De les 18 persones inactives 7 estaven jubilades, 8 estaven estudiant i 3 estaven classificades com a «altres inactius».
Activitats econòmiques
Dels 3 establiments que hi havia el 2007, 2 eren d'empreses de fabricació d'altres productes industrials i 1 d'una entitat de l'administració pública.

## Poblacions més properes
El següent diagrama mostra les poblacions més properes.